# Petunia secreta
Petunia secreta är en potatisväxtart som beskrevs av João Renato Stehmann och Semir. Petunia secreta ingår i släktet petunior, och familjen potatisväxter. Inga underarter finns listade i Catalogue of Life.